# 純愛日記
『純愛日記』（じゅんあいにっき、En kärlekshistoria）は1970年のスウェーデンの恋愛映画。ロイ・アンダーソン監督の長編映画デビュー作であり、第20回ベルリン国際映画祭でジャーナリスト特別賞など4つの賞を監督として受賞している。また、本国スウェーデンでは約70万人を動員するヒットとなった。
日本では1971年の初公開時に約20分カットされたバージョンが上映されたが、2008年に完全版が『スウェーディッシュ・ラブ・ストーリー』の邦題で公開された。

## キャスト
- ペール - ロルフ・ソールマン： 15歳の少年。
- アニカ - アン＝ソフィ・シーリン： ペールが一目惚れした14歳の少女。
- エヴァ - アニタ・リンドブロム： アニカの叔母。
- ヨーン - バーティル・ノルストレム： アニカの父。
- エルサ - マグレート・ヴェバース： アニカの母。
- ラッセ - レナート・テルフェルト： ペールの父。
- グンヒルド - モード・バッケウス： ペールの母。
- ペールの友人 - ビョルン・アンドレセン

## トリビア
ルキノ・ヴィスコンティ監督の映画『ベニスに死す』（1971年）のタジオ役で知られるビョルン・アンドレセンの映画デビュー作である。